# Östgöta kavalleriregemente
Östgöta kavalleriregemente je bil konjeniški polk Švedske kopenske vojske, ki je bil ustanovljen 
leta 1636. Vojaki so bili iz pokrajine Östergötland, po kateri je polk tudi dobil ime.
Leta 1791 se je polk skupaj s Östgöta infanteriregemente združil v Livgrenadjärregementet.